# Piątnica (Legnica)
Piątnica – dzielnica położona w północnej części Legnicy.
Głównymi ulicami osiedla są ulice: Piątnicka, Szczytnicka, Dobrzejowska oraz Bydgoska. Osiedle zabudowane jest willami oraz 3 blokami (pięciokondygnacyjnymi) z wielkiej płyty. Na osiedlu znajduje się Wojewódzki ośrodek ruchu drogowego. Przy ulicy Piątnickiej znajduje się pętla autobusowa linii 2; przy ulicy Szczytnickiej oraz Bydgoskiej znajdują się dwa przystanki autobusowe dla linii: 2. Na południu osiedla przepływają rzeki: Kaczawa oraz Czarna Woda, na której znajduje się most. Tuż za mostem rzeki te się łączą. W zachodniej części osiedla znajdują się poradzieckie magazyny, na terenie których znajdują się obecnie  ARiMR oraz Hurtowa Giełda Spożywcza. W odległości jednego  kilometra, na północnym wschodzie zlokalizowana jest Centralna Ciepłownia  Wojewódzkiego Przedsiębiorstwa Energetyki Cieplnej (WPEC), zasilana miałem węglowym.

## Wykonane inwestycje
W roku 2011 została przebudowa ulica Bydgoska oraz część ulicy Szczytnickiej. W czasie przebudowy:
1. poszerzono pas drogowy
2. wybudowano oświetlenie uliczne
3. usunięto kolizje infrastruktury podziemnej
4. wybudowano ścieżki rowerowe
5. wybudowano przejścia dla pieszych
6. przebudowano przejazd kolejowy
7. wybudowano 6 zatok autobusowych z 4 wiatami przystankowymi